# Isla Das

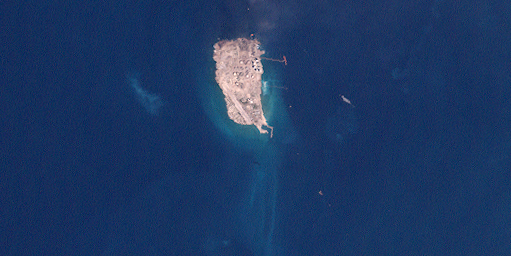
Imagen satelital de la isla Das

Das (en árabe:جزيرة داس) es una pequeña isla de 1,2 km² con forma rectangular, en el golfo Pérsico,  emirato de Abu Dabi, Emiratos Árabes Unidos, a unos 180 km al noroeste de la ciudad de Abu Dabi y unos 140 de la costa del emirato.
Esta isla tuvo importancia antiguamente como centro donde ponían los huevos las tortugas y como refugio de miles de aves marinas, la mayor parte de las aves desaparecieron cuando la isla se convirtió en un centro petrolero y de gas en los años sesenta, pero en los últimos años ha regresado el pájaro Sterna, que ha conseguido adaptarse a estas condiciones.
Actualmente es una Terminal de los oleoductos y gasoductos de "Abu Dhabi Marine Operating Co." y de "Abu Dhabi Gas Liquefaction Co." , ambas integran el grupo "Abu Dhabi National Oil Co." La Terminal se creó a finales de los años cincuenta (1959) cuando se encontró petróleo y un equipo desembarcó en la isla, que estaba desierta, estudiando el terreno y estableciendo una industria.
Hay un pequeño aeropuerto en la isla a 12 m s. n. m. .
Hay pocas huellas de los antiguos habitantes de la isla de Das aparte de algunas piezas de cerámica islámica. La isla también fue utilizada como lugar de refugio durante las tormentas de los pescadores y buceadores de perlas.